# Tōon
Tōon (jap. 東温市 Tōon-shi) ist eine Stadt in der Präfektur Ehime Japan.

## Geographie
Tōon liegt östlich von Matsuyama und westlich von Saijō. Durch die Stadt verläuft von Norden nach Süden der Shigenobu (重信川), der nach Westen bei Matsuyama in die Seto-Inlandsee mündet. Am Südrand von Tōon fließt von Osten nach Westen der Omote (表川), der in den Shigenobu mündet.

## Geschichte
Tōon wurde am 21. September 2004 aus der Vereinigung der Gemeinden Kawauchi (川内町, -chō) und Shigenobu (重信町, -chō) des Landkreises Onsen gegründet.

## Politik
Tōon liegt zusammen mit Imabari, Teilen von Matsuyama, Ochi und Iyo im 251.905 Wahlberechtigte zählenden Wahlkreis 2 der Präfektur Ehime (Stand 1. Sep. 2020).

## Sehenswürdigkeiten
Der Shirai-Wasserfall wurde von der Stadt als Landschaftlich Schöner Ort ausgewiesen. Dort findet jährlich am 3. November ein Festival statt. Ein weiterer ausgewiesener Ort ist das Name-Flusstal.

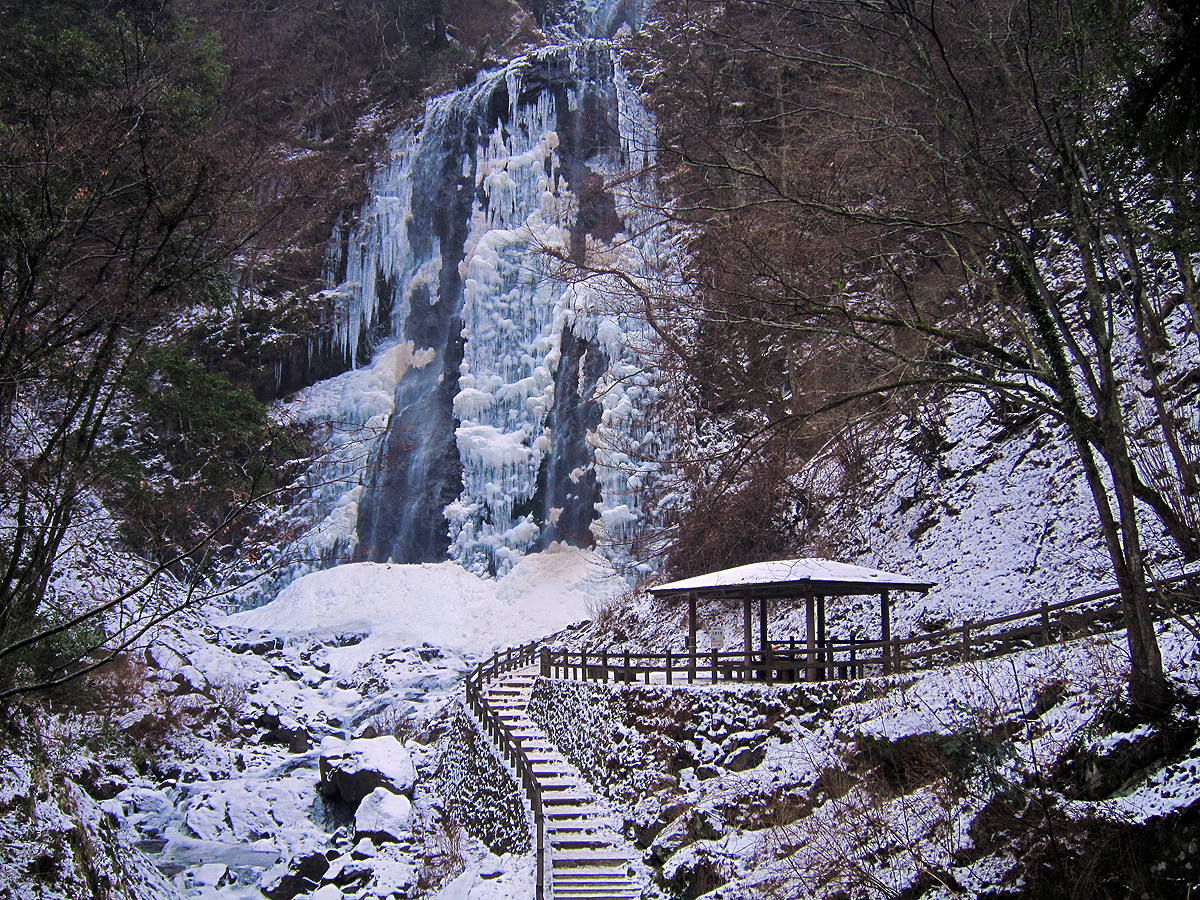
Shirai-Wasserfall im Winter
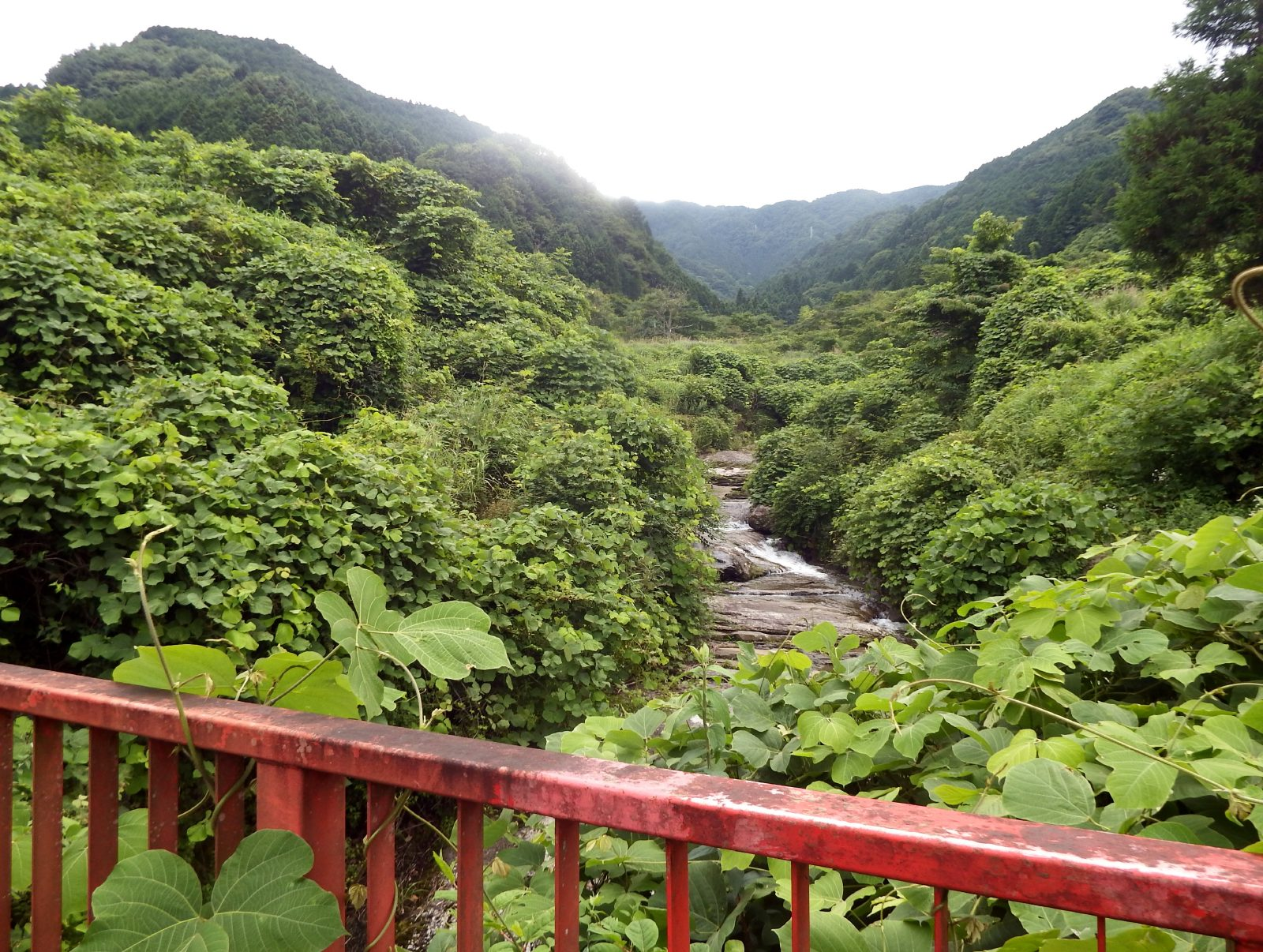
Blick auf das Name-Flusstal (滑川渓谷)

## Infrastruktur

### Bildung
In Tōon befindet sich der Shigenobu-Campus mit der Fakultät für Medizin der Universität Ehime (33° 48′ 9″ N, 132° 52′ 42,7″ O).

### Verkehr
- Straße:
  - Matsuyama-Autobahn
  - Nationalstraße 11: nach Tokushima und Matsuyama
  - Nationalstraßen 494
- Zug:
  - Iyo Yokogawara-Linie

## Angrenzende Städte und Gemeinden
- Matsuyama
- Imabari
- Saijō